# Monica Leigh
Monica Leigh (Long Island, 19 dicembre 1981) è una modella statunitense.
La Leigh inizialmente fu Cyber Girl of the Week per playboy nell'agosto 2005, poi del mese nel dicembre dello stesso anno. Il marzo successivo venne nominata prima Playmate del mese poi Cyber Girl dell'anno. Courtney Rachel Culkin, miss aprile 2005, è sua amica sin da quando aveva 12 anni e le ha consigliato questa strada. È apparsa quattro volte nel reality americano The Girls Next Door.